# Korytnica (Staszów)
Pour les articles homonymes, voir Korytnica.
Korytnica est une localité polonaise de la gmina de Szydłów, située dans le powiat de Staszów en voïvodie de Sainte-Croix.